# Парк природе Бељанска бара
Парк природе Бељанска бара налази се у централној Бачкој, и заједно са реком Кривајом се улива у Велики бачки канал код места Турија. Својим вијугавим током, ова плитка бара усекла је бачку лесну терасу у дужини од 39 km.
На овом простору, живи свет је у великој мери задржао карактеристике из прошлости. Овде се налази преко 80 таксона флоре, 10 биљних заједница, многобројне врсте инсеката, 23 врсте риба, 7 врста водоземаца, пет врста гмизаваца, 136 врста птица и велики број сисара, а многе врсте су заштићене.
Бељанска бара представља значајно очувано влажно подручје, које се може похвалити бројним ретким врстама биљака и животиња у воденим, влажним и мочварним заслањеним стаништима. На њој се гнезде и заустављају многе врсте птица, а такође је мрестилиште аутохтоних врста риба: златног караша, лињака, чикова и балавца.

## Географске одлике
Парк природе Бељанска бара налази се на северу Србије, у Бачкој (тачније у Јужнобачком округу) Он се простире од плитких долова, тече на југозапад и улива се у Велики бачки канал код места Турија.
Бара се простире на територији општина Србобран и Бечеј. Удаљена је од Србобрана 8 km, од Бечеја 31 km, од Новог Сада 50 km, а од Београда 130 km. Надморска висина Бељанске баре износи 77, 5 m, док висина околног терена не прелази 82 m. Под други степен заштите потпада 89,38 ha, а под трећи степен потпада 83,73 ha, што заједно чини 173, 12 ha укупне површине парка природе. Највећи део баре је под власништвом ЈВП „Воде Војводине“. Подручје Бељанске баре до сада није уживало статус заштите.

### Геоморфолошке одлике
Заштићено подручје Бељанска бара налази се на простору централне Бачке и представља усек у лесној тераси на којој се могу уочити морфолошки облици: лучна удубљења, брежуљци, долови и долине.
Долови су морфолошки облици карактеристични за лесну терасу. Разликују се по површинама, у односу на географски изглед околине. Простиру се од југозапада ка североистоку, и нагнути су ка Великом бачком каналу. Сливањем воде настајали су ерозивно-флувијални процеси, што је довело до настанка долова.
Долазећи из правца североистока, Бељанска бара се приближава Криваји на удаљености од 400 m, затим тече паралелно са њом, а на крају се обе уливају у Велики бачки канал.
У оквиру еолских акумулација, издвајају се барски лес, копнени лес и лесоидни седименти. Од минералних сировина, могу се наћи лигнитски угаљ и гасовити угљоводоници, а од грађевинског материјала заступљени су цигларска иловача и песак.

### Хидролошке одлике
Током геолошке еволуције Панонског басена у јужној Бачкој у оквирима неогених и квартарних седимената формирани су обилни порозни водоносни слојеви. Најближе површини налази се фреатска издан, на дубини од 20 - 60 m. Извори у Бачкој су малобројни и и њихов квалитет није задовољавајућ. Бељанска бара као драгоцено станиште живог света, спада у малобројне хидрографске објекте који су током времена остали углавном неизмењени на простору Војводине.
Удео фреатских вода у је најзначајнији за водни режим Бељанске баре. Велика количина воде губи се испаравањем, нарочито током летњег периода када су високе температуре воде и ваздуха.
Годишње колебање нивоа воде достиже и 40 cm. Провидност воде је мала, у доњим деловима тока је сивозелена, а у неким деловима чак и сивомрка. Током јаких зима, бара мрзне, а може се формирати ледени слој дебљине и до 30 cm.
Сваке две, три године подземни гасови избијају на површину, те долази до масовног угинућа рибе. Но, ипак је рибљи фонд на задовољавајућем нивоу. Отпадних вода из индустријских постројења нема, али сељаци практикују топљење кудеље у води, што може да уништи поприличан број јединки штуке.
Од 1964. године, Бељанска бара је регулисана на дужини од 16 km, што омогућава боље сливање воде из околних долова и депресија.

### Природни значај
Бељанска бара се због свогиј вредности, реткости и значаја налази на Прелиминарној листи Објеката хидролошког наслеђа Србије, у оквиру четврте групе - баре, ритови, мртваје и тресаве: „Баре, мртваје и ритови су специфичне хидролошке појаве и њихов највећи значај је у томе што представљају све усамљенија и малобројнија, а самим тим драгоцена станишта разноврсног и ретког биљног и животињског света, што је и један од најзначајнијих критеријума за њихово издвајање. Очуваност, амбијентални изглед и настанак су још неке од особина које их издвајају, као и квалитет воде, који је веома често на забрињавајућем ниском нивоу.“

### Климатске одлике
Средња годишња температура ваздуха износи 11,5 °C. Најтоплији месец је јул са средњом месечном температуром 22,1 °C, а најхладнији јануар са -0,3 °C. Средња месечна температура у вегетационом периоду износи 16,6 °C што изузетно погодује биљном и животињском свету на овој територији.
Годишње количине падавина износе 611 mm. У појединим годинама, попут 1999, количина падавина износила је 925 mm, док је 2000. било свега 269 mm. Због високих температура, велика количина падавина брзо испари, те оне не задовољавају потребе биљног станишта у вегетационом периоду.

## Флора
На подручју Бељанске баре заступљена је релативно богата рецентна флора од преко 80 врста. Једна врста припада разделу Chlarophyta, две разделу Pteridophyta (Thelypteris palustris Schott и Salvinia natans (L.) All.), а 79 разделу Magnoliophyta. Од овог броја, 26 биљних врста граде акватичну и семиакватичну вегетацију која је доминантна у водотоку и његовом приобаљу.
Од водених биљака, најзаступљеније врсте су: кроцањ (Myriophyllum spicatum, M.verticillatum), дрезга (Ceratophyllum submersum, C. demersum), подводница (Najas marina), жабљак (Zannichellia palustris), мешинка (Utricularia australis) и друге.
Од семиакватичних врста, реч је о представницима реликтне фамилије шиљева (Cyperaceae), Табернемонтанова зука (Scirpus lacustris subsp. tabernaemontani) и мочварна коприва (Urtica kioviensis) која је на основу нових података о распрострањености постала неоендемска врста у Панонској низији.
Из групе панонских ендема, забележен је панонски звездан (Aster tripolium subsp. pannonicus) на заслањеном станишту, између њива и корита Бељанске баре. Треба напоменути да се строго заштићена врста барске папрати (Thelypteris palustris) јавља само на једном микростаништу, док је друго уништено 2008. године приликом ископавања корита на почетку другог окна.

### Значајне биљне врсте
Од национално и интернационално значајних таксона, забележено је 9 врста и 2 подврсте. Од тога су у „Правилнику о проглашењу и заштити строго заштићених и заштићених дивљих врста“ у категорији строго заштићених наведене 3 врсте и једна подврста (Scirpus lacustris subsp. tabernaemontani, Thelypteris palustris и Urtica kioviensis), а 5 врста је у категорији заштићених. Једна врста Salvinia natans наведена је у Додатку I Бернске конвенције као строго заштићена.
- Врсте васкуларне флоре значајне за очување биодиверзитета утврђене на подручју „Парка природе Бељанска бара“:

| Таксон                                                                            | Црвена листа Флоре Србије | Строго заштићене | Заштићене врсте | IUCN степен угрожености | IPA критеријум | Бернска конвенција |
| --------------------------------------------------------------------------------- | ------------------------- | ---------------- | --------------- | ----------------------- | -------------- | ------------------ |
| Acorus calamus L. иђирот \|\| \|\| \|\| ✓ \|\| није процењиван \|\| \|\|          |                           |                  |                 |                         |                |                    |
| Aster tripolium L. subsp. pannonicus (Jasq.) Soo панонски звездан                 | ✓                         |                  | ✓               | VU                      |                |                    |
| Salvinia natans (L.) All. водена папрат                                           |                           |                  |                 | није процењиван         | ✓              | ✓                  |
| Scirpus lacustris L. subsp. tabernaemontani Syme in Sowerby Табернемонтанова зука | ✓                         | ✓                |                 | CR-VU (DD)              |                |                    |
| Thelypteris palustris Schott барска папрат                                        | ✓                         | ✓                |                 | VU                      |                |                    |
| Urtica kioviensis Rogow. барска коприва                                           | ✓                         | ✓                |                 | EN                      |                |                    |
| Utricularia australis R. Br. мешинка                                              | ✓                         |                  | ✓               | EN-VU (DD)              |                |                    |
| Utricularia vulgaris L. мешинка                                                   |                           |                  | ✓               | није процењиван         |                |                    |
| Zannichellia palustris L. жабокречина                                             | ✓                         |                  | ✓               | VU-LC (DD)              |                |                    |

## Фауна
Бељанска бара и њена околина представљају важно станиште најразличитијих врста животиња.

### Рибе
Први доступни подаци о саставу ихтиофауне у Бељанској бари потичу из 60. година 20. века и у њима су забележени: шаран, гргеч, караш, лињак, црвенперка, белоперка, деверика, штука, смуђ, манић и ретки примерци сома.
Током истраживања спроведених 2007. и 2008. године, евидентирано је 23 врсте риба, од тога: из породице шарана (Cyprinidae) - 14 врста, гргечки (Percidae) - 3 врсте, и Esocidae, Ictaluridae, Gobiidae, Cobitidae, Siluridae и Centrarchidae са по једном врстом.
У складу са Законом о заштити природе, донет је Правилник о проглашењу и заштити строго заштићених и заштићених дивљих врста биљака, животиња и гљива које имају посебан значај. Са овог списка, забележено је 11 врста. Међу строго заштићеним врстама налазе се златни караш (Carassius carassius), лињак (Tinca tinca) и чиков (Misgurnus fossilis), док су са списка заштићених врста присутне штука (Esox lucius), деверика (Abramis brama), црноока деверика (Abramis sapa), буцов (Aspius aspius), шаран (Cyprinus carpio), сом (Silurus glanis), гргеч (Perca fluviatilis) и смуђ (Sander lucioperca).

### Водоземци и гмизавци
Површина око Бељанске баре је, због свог плодног земљишта и пољопривредне производње, под све јачим утицајем човека, па преостала станишта чине последње место за велики број врста водоземаца и гмизаваца. На овом подручју је забележено 7 врста водоземаца, што је 41% од укупно 17 врста које су заступљене у Војводини.
Најзаступљеније су три фамилије Ranidae: зелена жаба (Pelophylax kl. esculenta), мала зелена жаба (Pelophylax lessonae) и велика зелена жаба (Pelophylax ridibundus), које су и најзначајније у ланцу исхране ових станишта.
| Назив                    | Врста              | ПСЗДВ | CITES | IUCN | Bern | EU     |
| ------------------------ | ------------------ | ----- | ----- | ---- | ---- | ------ |
| Reptilia                 | Гмизавци           |       |       |      |      |        |
| Emys orbicularis         | барска корњача     | I     | -     | LRnt | II   | II, IV |
| Natrix natrix            | белоушка           | I     | -     | LC   | III  | IV     |
| Amphibia                 | Водоземци          |       |       |      |      |        |
| Lissotriton vulgaris     | мали мрмољак       | I     | -     | LC   | III  | -      |
| Bombina bombina          | црвенотрби мукач   | I     | -     | LC   | II   | II, IV |
| Pseudepidalea viridis    | зелена крастача    | I     | -     | LC   | III  | IV     |
| Hyla arborea             | гаталинка          | I     | -     | LRnt | II   | IV     |
| Pelophylax kl. esculenta | зелена жаба        | II    | -     | LC   | III  | V      |
| Pelophylax lessonae      | мала зелена жаба   | II    | -     | LC   | III  | IV     |
| Pelophylax ridibundus    | велика зелена жаба | II    | -     | LC   | III  | V      |

### Птице
Некадашњи војвођански ритови и оазе биолошке разноврсности састоје се од комплекса блиских водених станишта које чине Бељанска бара, Криваја, Јегричка, Тиса, Бечејски рибњак и Мртва Тиса.
Вегетација на овом простору служи као гнездилиште и важно хранидбено подручје за сеобу птица. Забележен је велики број чапљи, нарочито пурпурне чапље (Ardea purpurea), патке њорке (Aythya nyroca), као и малог вранца (Phalacrocorax pygmeus), које се налазе на Светској Црвеној листи. Примећене су и јединке модровољке (Luscinia svecica), веома ретке врсте, које у Србији има 100-150 парова. Укупно је регистровано 136 врста птица од којих су многе значајне за заштиту у националним и међународним размерама.

### Сисари
На овом подручју фауна сисара је доста распрострањена, иако не представља темељну вредност простора и углавном су у питању врсте које су везане за воду или близину воде.
Међу врстама бубоједа, забележено је присуство јежа (Erinaceus concolor), кртице (Talpa europaea), као и водене ровчице (Neomys fodiens) која је строго заштићена врста.
Од животиња из реда глодара, примећени су бизамски пацов (Ondatra zibethica), водена волухарица (Arvicola tererestris), пољска волухарица (Microtus arvalis), кућни миш (Mus musculus) и сиви пацов (Rattus norvegicus).
Из реда звери, примећен је јазавац (Meles meles), твор (Mustela putorius) и ласица (Mustela nivalis) која је строго заштићена врста. Породица паса заступљена је са две врсте: широко распрострањеном лисицом (Vulpes vulpes) и све бројнијим шакалом (Canis aureus). Видра је строго заштићена врста у Србији, а према IUCN категоризацији, означена је као рањива, а њена популација је стабилна у Бељанској бари. Од ловне дивљачи, регистровани су зец (Lepus europaeus) и срна (Capreolus capreolus), а ловно подручје припада територији ловишта „Бечејски салаши“.

## Културно-историјско наслеђе
Већ крајем бронзаног доба почело је насељавање појаса између Криваје, Бељанске баре и Црне баре. Бронзано доба је трајало између 2000-1000 година п. н. е. и у том периоду настала је ватинска и дубровачко-жутобрдска култура. Трагови ових насеља откривени су у близини Турије.
Забележени су следећи археолошки локалитети:
- Локалитет на подручју „Градиште“ око ушћа Бељанске баре у Велики бачки канал, насеље из периода Халштата;
- Локалитет „Старо гробље“ - праисторијско и касно средњовековно насеље;
- На подручју „Клисе“ је пронађена некропола и насеље из касног средњег века;
- На подручју „Градиште“ откривено је насеље из бронзаног доба.

## Утицај човека
Простор око Парка природе Бељанска бара је под све већим утицајем човека, а овај утицај се посебно испољава кроз:
- уништавање природног станишта флоре и фауне;
- фрагментацију станишта;
- развој пољопривредне производње уз границе заштићеног добра;
- водопривредне радове и захвате;
- урбанизацију (изградња викендица);
- уношење предаторских врста животиња.

Очување диверзитета влажних станишта је од изузетне важности за постизање и очување специјског диверзитета присутних врста животиња.
Фрагментација станишта доводи до парења животиња у блиском сродству и смањења генетске варијабилности у малим, изолованим популацијама, што изазива смањену адаптивност на промене у окружењу, а затим и до изумирања на локалном нивоу.